# باولو سيرجيو روتشا
باولو سيرجيو روتشا (بالبرتغالية: Paulo Sérgio Rocha‏) (1 أكتوبر 1978 في البرازيل - ) هو لاعب كرة قدم برازيلي في مركز الظهير. لعب مع جمعية بورتوغيزا الرياضية وغريميو بورتو أليغرينزي ونادي أفاي لكرة القدم ونادي بالميراس ونادي ساو كايتانو ونادي سيارا ونادي فاسكو دا غاما ونادي فيغورينسي ونادي سي آر بي وGuaratinguetá Futebol ‏ ونادي نوروستي الرياضي ومارسيليو دياس البحري ‏ وكومرسيال ‏.

## وصلات خارجية
- باولو سيرجيو روتشا على موقع قاعدة بيانات كرة القدم.إي يو (الإنجليزية)